# Flabellimycena flava
Flabellimycena flava är en svampart som först beskrevs av Rolf Singer, och fick sitt nu gällande namn av Redhead 1984. Flabellimycena flava ingår i släktet Flabellimycena och familjen Mycenaceae.   Inga underarter finns listade i Catalogue of Life.